# Махнувка
Махнувка (пол. Machnówka) — село в Польщі, у гміні Хоркувка Кросненського повіту Підкарпатського воєводства.
Населення — 264 особи (2011).
У 1975-1998 роках село належало до Кросненського воєводства.

## Демографія
Демографічна структура станом на 31 березня 2011 року:
|          | Загалом | Допрацездатний вік | Працездатний вік | Постпрацездатний вік |
| -------- | ------- | ------------------ | ---------------- | -------------------- |
| Чоловіки | 125     | 16                 | 97               | 12                   |
| Жінки    | 139     | 21                 | 82               | 36                   |
| Разом    | 264     | 37                 | 179              | 48                   |